# Туринский сельсовет
Туринский сельсовет (бел. Турынскі сельсавет) — административно-территориальная единица в составе Пуховичского района Минской области Белоруссии. Административный центр — агрогородок Турин.

## История
Пуховичский район был создан 17 июля 1924 года. 20 августа 1924 года район был поделен на 12 сельсоветов, среди которых был Туринский.
В 2013 году в состав сельсовета включены населённые пункты упразднённого Ананичского сельсовета.

## Деревни
В состав Туринского сельсовета входят следующие населённые пункты:
- Ананичи — деревня.
- Баськи — деревня.
- Весёлая Горка — деревня.
- Весёлый Гай — деревня.
- Дубровка — деревня.
- Жарково — деревня.
- Заря — деревня.
- Избище — деревня.
- Ильич — деревня.
- Калинино — деревня.
- Капские — деревня.
- Колосовка — деревня.
- Красный Пахарь — деревня.
- Кремени — деревня.
- Ленино — деревня.
- Новое Житьё — деревня.
- Первый Май — деревня.
- Подбережье — деревня.
- Светлый Бор — деревня.
- Свобода — деревня.
- Ситники — агрогородок.
- Слобода — деревня.
- Смычка — деревня.
- Старый Двор — деревня.
- Тешково — деревня.
- Турин — агрогородок.
- Уголец — деревня.
- Хочин — деревня.
- Шкавиловка — деревня.